# Wybory powszechne w Sudanie w 2010 roku
Wybory powszechne w Sudanie w 2010 roku – wybory prezydenckie, parlamentarne i regionalne w Sudanie przeprowadzone w dniach od 11 do 15 kwietnia 2010. W ich wyniku wybrany został nowy szef państwa, nowy skład Zgromadzenia Narodowego Sudanu i nowe władze regionalne (gubernatorzy oraz zgromadzenia lokalne, a w autonomicznym Sudanie Południowym prezydent i parlament prowincji). Wybory były pierwszymi od 24 lat wyborami wielopartyjnymi, a ich organizacja była jednym z warunków porozumienia pokojowego z 2005 kończącego wieloletnią wojnę domową.
Wybory prezydenckie, z wynikiem ponad 68% głosów poparcia, wygrał urzędujący prezydent Umar al-Baszir, a jego partia Kongres Narodowy zdobyła prawie 73% głosów w wyborach parlamentarnych. Prezydentem Sudanu Południowego został wybrany urzędujący Salva Kiir Mayardit, uzyskując 93% głosów. Obserwatorzy z UE uznali, że wybory nie spełniły standardów międzynarodowych, lecz były znaczącym krokiem w kierunku demokracji. Wybory, początkowo planowane na 2009, zostały przesunięte na rok następny z powodów technicznych związanych z przygotowaniem głosowania. Opozycja potępiła nieuczciwy jej zdaniem proces wyborczy i nie uznała wyników wyborów. Dwie główne partie opozycyjne zbojkotowały w całości lub w części głosowanie, a dwaj główni rywale prezydenta al-Baszira wycofali się z wyborów prezydenckich w proteście przeciw fałszerstwom. 

## Przygotowania do wyborów
Sudan Północny
     Darfur
     teren działania Frontu Wschodniego
     Sudan Południowy (referendum w 2011
     Abyei (referendum w 2011)
     Kordofan Południowy i Nil Błękitny (powszechne konsultacje w 2011)

Regiony w Sudanie i regulacje po wojnie domowej:
Sudan Północny
Darfur
teren działania Frontu Wschodniego
Sudan Południowy (referendum w 2011)
Abyei (referendum w 2011)
Kordofan Południowy i Nil Błękitny (powszechne konsultacje w 2011)

Sudan, największe państwo na kontynencie afrykańskim, przez dekady zmagał się z wojną domową północnej części kraju z południem. Podłoże konfliktu stanowiły różnice etniczne i religijne, jako że północ kraju zamieszkana jest przez ludność muzułmańską, a południe przez ludność chrześcijańską i animistyczną. Dopiero w styczniu 2005 obie strony doszły do kompromisu i podpisały całościowe porozumienie pokojowe (ang. Comprehensive Peace Agreement) w Nairobi. Na jego mocy Sudan Południowy zyskał szeroką autonomię z własnym parlamentem i prezydentem, który z urzędu objął także stanowisko wiceprezydenta Sudanu. W kraju miały zostać przeprowadzone wolne wybory, a w styczniu 2011 referendum niepodległościowe w Sudanie Południowym na temat przyszłego statusu prowincji. Postanowienia te znalazły odzwierciedlenie w przyjętej w 2005 nowej konstytucji kraju. 
Początkowo wybory planowane były na marzec lub kwiecień 2009, gdyż wedle postanowień porozumienia miały odbyć się do lipca 2009. Jednakże 2 kwietnia 2009 komisja wyborcza przesunęła ich termin między 6 a 21 lutego 2010 z powodu problemów z przygotowaniem głosowania. 30 czerwca 2009 komisja raz jeszcze zmieniła ich datę na dni między 5 a 12 kwietnia 2010, uzasadniając tę decyzję problemami związanymi z przeprowadzeniem spisu ludności.
Spis ludności, niezbędny dla organizacji wyborów, był kilkakrotnie przekładany. Początkowo miał się odbyć w lipcu 2007, następnie w listopadzie 2007, ale z powodu braków finansowych został przesunięty na luty 2008. Ostatecznie rozpoczął się 22 kwietnia 2008 i trwał do 6 maja 2008. Według władz objął zasięgiem ok. 90% terytorium kraju, jednak wiele obywateli skarżyło się, że nie zostało w nim uwzględnionych. Wstępne wyniki spisu ujawnione w lipcu 2008 ustalały liczbę mieszkańców kraju na 38 mln. Najludniejszy miał być stan Chartum z 6,5 mln mieszkańców, natomiast Sudan Południowy miało zamieszkiwać 3,8 mln ludności, co stało w sprzeczności z szacunkami Ludowego Ruchu Wyzwolenia Sudanu (SPLM), który szacował liczbę mieszkańców tej prowincji na co najmniej 11 mln. Pełne wyniki spisu zostały opublikowane w lutym 2009. Różniły się one od wstępnych danych. Według nich Sudan zamieszkiwało 39 mln obywateli, z czego stan Chartum – 5 mln, region Darfuru – 7,5 mln, a Sudan Południowy – 8,2 mln. 
W lutym 2008 rozpoczęły się prace nad przygotowaniem nowego prawa wyborczego. Między rządem a SPLM zarysowały się różnice dotyczące proporcji liczby deputowanych wybieranych w głosowaniu proporcjonalnym i większościowym, liczby miejsc zarezerwowanych dla kobiet oraz poziomu progu wyborczego dla partii politycznych. Prawo wyborcze zostało uchwalone 8 lipca 2008. Według jego przepisów, 60% deputowanych miało być wybieranych na podstawie ordynacji większościowej, a 40% według ordynacji proporcjonalnej (z czego 25% miejsc przeznaczono dla kobiet), próg wyborczy został ustalony na poziomie 4%, kandydaci musieli zebrać 200 podpisów poparcia w 18 z 25 sudańskich stanów, czynne prawo wyborcze przysługiwało obywatelom powyżej 18 roku życia, a bierne powyżej 40 roku i niekaranym za przestępstwa kryminalne. 
Z powodu wojny w Darfurze istniały obawy, że wybory mogą nie zostać przeprowadzone na tym obszarze. Jednakże sudańskie władze oświadczyły, że głosowanie odbędzie się na 99% jego powierzchni, a w regionach, w których okazałoby się to niemożliwe zostanie przeprowadzone w późniejszym terminie. Jednakże, pomimo zapewnień władz, opozycja podawała w wątpliwość gotowość i przygotowanie regionu do głosowania, w którym miliony osób zostało wysiedlonych w wyniku działań zbrojnych.

## Kandydaci

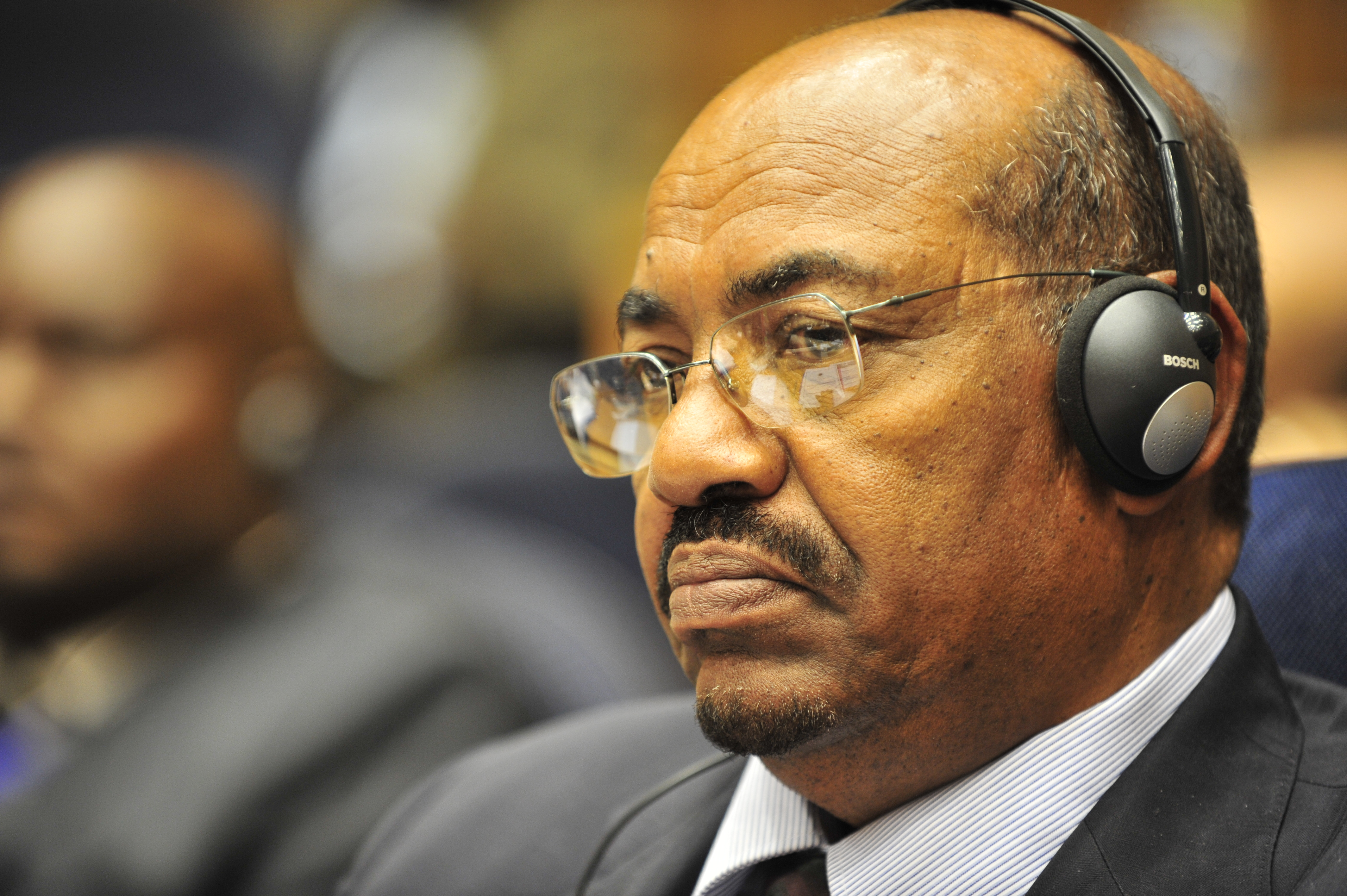
Prezydent Umar al-Baszir

Wybory z kwietnia 2010 były pierwszymi od 24 lat wielopartyjnymi wyborami w Sudanie. Ostatnie takie głosowanie odbyło się w 1986. Trzy lata później Umar al-Baszir na drodze wojskowego zamachu stanu obalił demokratycznie wybrany rząd i samodzielnie objął władzę w kraju, którą sprawował przez kolejne lata. Ostatnie wybory prezydenckie z grudnia 2000 zostały zbojkotowane przez opozycję, która oskarżyła władze o fałszerstwa. Do udziału w wyborach w 2010 zarejestrowało się ogółem 69 partii. 
Według komisji wyborczej do udziału w wyborach zarejestrowało się 15,7 mln obywateli (81% wszystkich uprawnionych do głosowania). Dokonywali on wyboru prezydenta, 450 członków Zgromadzenia Narodowego, gubernatorów 25 stanów oraz członków parlamentów stanowych. System wyborczy Sudanu jest złożony i skomplikowanych. Obywatele zmuszeni byli wypełnić 8 kart do głosowania, a w przypadku Sudanu Południowego – 12. O 450 miejsc w parlamencie krajowym ubiegało się ponad 2 tys. kandydatów. 
Do udziału w wyborach prezydenckich zarejestrowanych zostało 12 kandydatów. Wśród nich faworytem pozostawał urzędujący prezydent al-Baszir, ubiegający się o reelekcję z ramienia rządzącego Kongresu Narodowego (ang. National Congress Party, CNP). Ludowy Ruch Wyzwolenia Sudanu (SPLM) do wyborów prezydenckich wystawił kandydaturę pochodzącego z muzułmańskiej północy Yasira Armana. Kandydatem opozycyjnej Partii Umma został Sadik al-Mahdi, ostatni premier Sudanu obalony przez al-Baszira. 
Pozostałymi kandydatami w wyborach prezydenckich byli przedstawiciele mniejszych i mniej liczących się partii politycznych. Mubarak al-Fadil reprezentował Umma Reform and Renewal Party (odłam Partii Umma), Mohammed Ibrahim Nugud – Sudańską Partię Komunistyczną (ang. Sudanese Communist Party, SCP), Munir Sheik an-Din – Nową Narodową Partię Demokratyczną (ag. New National Democratic Party), Abdullah Den Nial – Powszechną Partię Kongresową (ang. Popular Congress Party), Hatim al-Sir – Democratic Unionist Party (DUP), a Fatima Ahmed Abdelmahmud, jedyna kobieta w tym gronie – Socjalistyczną Unię Demokratyczną (ang. Socialist Democratic Union). Wyniki wyborów prezydenckich miały zostać ogłoszone do 18 kwietnia 2010. W przypadku, gdy żaden z kandydatów nie uzyskałby co najmniej 50% głosów, 10 maja 2010 przewidziana była druga tura wyborów prezydenckich. 
W wyborach na stanowisko prezydenta Sudanu Południowego faworytem był urzędujący Salva Kiir Mayardit, lider SPLM. Jego jedynym rywalem został Lam Akol, startujący z ramienia SPLM-Democratic Change, odłamu SPLM. Kongres Narodowy zrezygnował z wystawienia swojego kandydata.

## Kampania i sytuacja przed wyborami

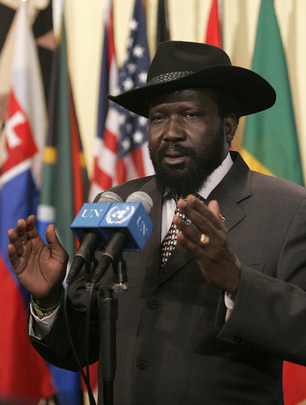
Prezydent Sudanu Południowego, Salva Kiir Mayardit

Kampania wyborcza rozpoczęła się 13 lutego 2010. 2 marca 2010 17 partii politycznych podpisało porozumienie dotyczące dokładnego podziału liczby mandatów w parlamencie przypadających poszczególnym stanom.
Wraz ze zbliżającymi się wyborami opozycja coraz częściej zaczęła wysuwać wątpliwości co do uczciwości i wiarygodności wyborów, wyrażając obawy o ich sfałszowanie przez władze. Na początku marca 2010 kandydat SPLM Yasir Arman oskarżył komisję wyborczą o ograniczanie kampanii partii opozycyjnych i sprzyjanie partii rządzącej. Skrytykował surowe prawo o bezpieczeństwie, wymagające uzyskania pozwolenia od policji na wszelkie zgromadzenia o charakterze politycznym oraz nierówny dostęp do publicznych mediów. Na początku marca 2010 działająca w Sudanie Południowym Agencja na rzecz Niezależnych Mediów (Agency for Independent Media) odnotowała przypadki zastraszania dziennikarzy, w tym aresztowania i stosowania wobec nich przemocy. Opozycja wyrażała obawy związane z faktem drukowania kart do głosowania przez państwowe przedsiębiorstwa (zamiast jak początkowo planowano zagraniczne podmioty), co jej zdaniem mogło zwiększać możliwości fałszowania wyników przez władze. Partie opozycyjne domagały się przesunięcia terminu głosowania, grożąc w przeciwnym wypadku bojkotem wyborów.
Obawy opozycji podzieliła również cześć międzynarodowych organizacji pozarządowych. W połowie marca 2010 Centrum Cartera (ang. Carter Centre), prowadzące w Sudanie długookresową misję obserwacyjną, stwierdziło, że wybory "są zagrożone na wielu frontach" i zaleciło niewielkie przesunięcie terminu głosowania. Oznajmiło, że komisja wyborcza nie będzie w stanie na czas należycie przygotować głosowania pod względem logistycznym oraz zakwestionowało możliwość prowadzenia przez kandydatów wolnej kampanii wyborczej. 22 marca 2010 Human Rights Watch stwierdziła, że polityczne represje, brak stabilności w Darfurze i arbitralne zatrzymania kandydatów zagrażają wolnym, uczciwym i wiarygodnym wyborom. Narodowa Komisja Wyborcza odrzuciła jednak te zarzuty i ogłosiła, że wybory odbędą się w zaplanowanym terminie. Prezydent al-Baszir zagroził natomiast wyrzuceniem z kraju zagranicznych obserwatorów domagających się odłożenia głosowania. Powiedział, że jeśli będą oni ingerować w wewnętrzne sprawy Sudanu "odetnie im palce i zmiażdży je pod butami". Prokurator MTK, ścigającego prezydenta al-Baszira za zbrodnie przeciwko ludzkości i zbrodnie wojenne w Darfurze, Luis Moreno-Ocampo podkreślił "ogromne wyzwania" stojące przez obserwatorami wyborów w Sudanie i porównał je do "monitorowania wyborów Hitlera". 31 marca 2010 Wielka Brytania (byłe mocarstwo kolonialne), Norwegia (główny donator) i Stany Zjednoczone wyraziły zaniepokojenie sytuacją logistyczną i administracyjną przed wyborami w Sudanie oraz doniesieniami o ograniczaniu wolności politycznej. Wezwały wszystkie partie do zapewnienia organizacji wyborów w sposób pokojowy i wiarygodny. 5 kwietnia 2010 Stany Zjednoczone wezwały Sudan do "natychmiastowego zniesienia ograniczeń nałożonych na partie polityczne i społeczeństwo obywatelskie".
Pod koniec marca, w odpowiedzi na coraz powszechniejsze zapowiedzi bojkotu wyborów przez opozycję, prezydent al-Baszir ogłosił, że każde odroczenie terminu wyborów może mieć wpływ na organizację referendum niepodległościowego w Sudanie Południowym w 2011. Zagroził, że w przypadku wycofania się SPLM z wyborów, referendum to nie odbędzie się. 
31 marca 2010 SPLM ogłosił wycofanie się jej kandydata Yasira Armana z wyborów prezydenckich z powodu "nieprawidłowości w procesie wyborczym" oraz niemożności przeprowadzenia wiarygodnych wyborów w Darfurze ze względu na obowiązujący tam stan wyjątkowy. Jednocześnie SPLM zadeklarował swój udział w wyborach parlamentarnych i regionalnych w całym kraju, z wyjątkiem regionu Darfuru. 1 kwietnia 2010 specjalny wysłannik USA ds. Sudanu Scott Gration podjął się rozmów z przedstawicielami głównych partii opozycyjnych i rządu, mających na celu zagwarantowanie organizacji wolnych i uczciwych wyborów z udziałem opozycji. Jednakże jeszcze tego samego dnia bojkot wyborów ogłosili kolejni liderzy opozycji, Hatem al-Sir z DUP, Mohammed Ibrahim Nugud z SCP oraz Mubarak al-Fadil z Umma Reform and Renewal Party. 2 kwietnia 2010 Partia Umma i jej lider Sadik al-Mahdi ogłosił całkowity bojkot wyborów (prezydenckich, parlamentarnych i lokalnych) w przypadku niespełnienia przez władze do 6 kwietnia ośmiu jego postulatów. Domagał się w nich odroczenia o cztery tygodnie terminu głosowania, powołania nowego ciała kontrolującego komisję wyborczą, którą oskarżał o sprzyjanie partii rządzącej, zawieszenia na czas wyborów "opresyjnego prawa o bezpieczeństwie", zapewnienia sprawiedliwego dostępu do mediów publicznych i ustalenia granicy maksymalnych wydatków partii na kampanię wyborczą. 3 kwietnia 2010 komisja wyborcza, pomimo głosów nawołujących do przesunięcia głosowania i bojkotu ze strony części opozycji, ogłosiła, iż wybory odbędą się w zaplanowanym czasie od 11 do 13 kwietnia 2010. Ogłosiła także, że decyzja o wycofaniu się kandydatów opozycji z wyborów prezydenckich narusza prawo wyborcze, zgodnie z którym wycofanie kandydatury jest możliwe nie później niż 45 dni przed datą głosowania. Z tego powodu nazwiska wszystkich 12 kandydatów znalazły się na kartach do głosowania.
7 kwietnia SPLM, powołując się na nieprawidłowości w procesie wyborczym i w obawie o bezpieczeństwo, ogłosił wycofanie się z wyborów parlamentarnych i lokalnych w 13 z 15 północnych stanów Sudanu. 8 kwietnia 2010 decyzję o bojkocie wyborów na wszystkich szczeblach z powodu niespełnienia przez władze jej postulatów podjęła Partia Umma. Oznaczało to, że rywalami prezydenta al-Baszira pozostało tylko kilkoro mniej znaczących kandydatów. Kończąc swoją kampanię 8 kwietnia 2010 al-Baszir stwierdził, że wybory będą "wolne i sprawiedliwe", a głosowanie jest "religijnym obowiązkiem" obywateli. 

## Głosowanie
Głosowanie rozpoczęło się 11 kwietnia i miało trwać do 13 kwietnia 2010. O ile w samej stolicy przebiegało w miarę sprawnie, o tyle na prowincji dochodziło do wielu opóźnień, błędów i trudności. Część z lokali wyborczych nie została otwarta na czas, dochodziło do opóźnień w dostarczaniu urn wyborczych i kart do głosowania, a na części z kart brakowało nazwisk kandydatów. Z powodu słabej infrastruktury wyborcy mieli problemy z dotarciem na miejsce głosowania. W związku z zaistniałymi problemami SPLM zaapelował do władz o przedłużenie głosowania o 4 dni. 12 kwietnia 2010 komisja wyborcza podjęła decyzję o wydłużeniu głosowania o 2 dni (do 15 kwietnia 2010) z powodu problemów z dostarczaniem materiałów wyborczych. Zaraz po zakończeniu głosowania rozpoczęło się zliczanie głosów. W czasie wyborów w Darfurze nie odnotowano większych incydentów zbrojnych, jednakże znaczna część regionu pozostająca pod kontrolą rebeliantów nie wzięła udziału w głosowaniu, a setki tysięcy wysiedlonej ludności i uchodźców nie zostało zarejestrowanych na listach wyborców. Według rządzącego Kongresu Narodowego jedynym aktem przemocy wyborczej miało być zastrzelenie przez siły z południa kraju co najmniej 5 zwolenników tej partii. 

## Ocena głosowania
Wybory monitorowane były przez 250 tys. lokalnych i międzynarodowych obserwatorów. Ponad 700 z nich wystawiła sudańska organizacja pozarządowa Sudan Domestic Election Monitoring and Observation Programme, 60 obserwatorów przysłało Centrum Cartera. Swoich obserwatorów przysłały również UE, Unia Afrykańska, Liga Państw Arabskich oraz Chiny. 7 kwietnia 2010 szefowa misji obserwacyjnej UE w Sudanie, Véronique De Keyser, podjęła decyzję o wycofaniu obserwatorów z regionu Darfuru z powodu obaw o ich bezpieczeństwo i braku dostępu do wielu punktów wyborczych. 
17 kwietnia 2010, UE i Centrum Cartera stwierdzili, że wybory w Sudanie nie spełniły międzynarodowych standardów. Były prezydent USA Jimmy Carter powiedział, że "jest oczywiste, że wybory nie spełniły międzynarodowych standardów przyjętych w rozwiniętych demokracjach. (...) Nie spełnione zostały także oczekiwania ludności". Szefowa misji UE powiedziała, że pomimo wysokiej frekwencji sięgającej 60%, wybory naznaczone były "znaczącymi niedoskonałościami". Oba ośrodki wskazywały na poważne braki i nieprawidłowości w procesie wyborczym, jak opóźnienia w dostarczeniu materiałów wyborczych, problemy z listami wyborców i kartami do głosowania, przypadki zastraszeń wyborców oraz wykorzystywanie przez dominujące partie z północy i południa kraju swojej przewagi i środków w celu wpływania na wynik głosowania. Jednocześnie oba ośrodki uznały wybory za znaczący krok w kierunku demokracji. 20 kwietnia 2010 jedna z organizacji monitorujących wybory na południu kraju, Sudanese Network for Democratic Elections (Sunde), doniosła o przypadku ataku i pobicia swojego członka przez służby bezpieczeństwa. 
Unia Afrykańska uznała wybory za "wolne i uczciwe". Przewodniczący misji UA, Kunle Adeyemi, powiedział, że "wybory nie były perfekcyjne, lecz były historyczne". Podkreślił, że kraj nie doświadczył wielopartyjnych wyborów niemalże od pokolenia. Stwierdził, że UA nie zanotowała dowodów na fałszerstwa i uznała wybory za "bardzo przejrzyste". W podobnym tonie wypowiedziała się misja Ligi Państw Arabskich. Jej szef, Salah Halima, oznajmił, że wybory stanowiły przykład dla innych państw afrykańskich i arabskich. Powiedział, że pomimo niedoskonałości wybory były osiągnięciem. Misja LPA również ogłosiła, że nie odnotowała fałszerstw wyborczych, lecz tylko przypadki niedoskonałości i błędów, które jednakże nie wpłynęły znacząco na wynik głosowania. 
Przeciwnego zdania była część sudańskich organizacji pozarządowych. Monitorująca wybory na północy organizacja Sudan Democracy First odnotowała przypadki fałszerstw dokonywanych przez rządzący obóz prezydencki. Z kolei organizacja Sudanese Network for Democracy and Elections (Sunde), działająca w Sudanie Południowym, informowała o przypadkach zastraszeń dokonywanych przez służby podległe rządzącemu tam SPLM.

## Wyniki wyborów i reakcje
Wyniki wyborów prezydenckich miały zostać początkowo ogłoszone do 18 kwietnia 2010. Jednak 22 kwietnia 2010 Narodowa Komisja Wyborcza ogłosiła przesunięcie tego terminu na kolejny tydzień, argumentując decyzję problemami logistycznymi powstałymi w trakcie procesu zliczania głosów. Dwa dni wcześniej w sieci internetowej, w serwisie YouTube, umieszczone zostało nagranie przedstawiające wypełnianie urny wyborczej przez członków lokalnej komisji wyborczej. Film wywołał nową falę oskarżeń opozycji o wszechobecne fałszowanie wyborów. Narodowa Komisja Wyborcza, a także rządzący Kongres Narodowy uznali jednakże nagranie za sfałszowane. Komisja z tego powodu odmówiła wszczęcia dochodzenia wyjaśniającego w tej sprawie.
23 kwietnia 2010 w Darfurze Południowym doszło do potyczki między Ludową Armią Wyzwolenia Sudanu i sudańskimi plemionami w Darfurze oraz organizacjami ludowymi. Starcie w którym zginęło co najmniej 58 arabskich członków plemienia Rezeigat, było związane z opublikowaniem wyników wyborów.
26 kwietnia 2010 komisja wyborcza ogłosiła wyniki wyborów prezydenckich w Sudanie i Sudanie Południowym. W Sudanie już w I turze głosowania w zdecydowany sposób zwyciężył prezydent al-Baszir, zdobywając ponad 68% głosów poparcia. Drugie miejsce z wynikiem prawie 22% zajął Yasir Arman z SPLM, który wcześniej wycofał się ze startu w wyborach (jego nazwisko pozostało na listach). W Sudanie Południowym również wyraźnie zwycięstwo odniósł faworyt, urzędujący prezydent Salva Kiir Mayardit, uzyskując 93% głosów poparcia. Jego jedyny rywal, Lam Akol, zdobył pozostałe 7% głosów. Prezydent al-Baszir po ogłoszeniu wyników uznał wybory za zwycięstwo "wszystkich Sudańczyków". Odrzucił ich krytykę, chwaląc "kulturalne i pełne szacunku przeprowadzenie głosowania, w czasie którego nie doszło do konfliktów i tarć". Zapowiedział także, że referendum w Sudanie Południowym odbędzie się zgodnie z planem. 
W dzień po ogłoszeniu wyników przegrany kandydat w Sudanie Południowym, Lam Akol z partii SPLM-Democratic Change (odłam SPLM), zapowiedział zaskarżenie wyników do sądu i oskarżył SPLM o "masowe fałszerstwa". Stwierdził, że zdobycie 93% głosów przez jednego kandydata jest niemożliwie w warunkach demokracji. Zarzucił, że w czasie głosowania służby bezpieczeństwa obstawiły lokale wyborcze, groziły i zastraszały wyborców oraz dokonywały aresztowań przedstawicieli partii opozycyjnych. 
Centrum Cartera skrytykowało proces zliczania głosów. Uznało go za "chaotyczny, nieprzejrzysty i podatny na manipulacje". Podkreśliło przypadki częstych korekt wyników w celu eliminacji błędów matematycznych oraz przypadki wprowadzania arbitralnych zmian bez uzasadnienia. Wezwało również Narodową Komisję Wyborczą do opublikowania wyników z każdej lokalnej komisji wyborczej. 
20 maja 2010 ogłoszone zostały wyniki wyborów parlamentarnych; 72,7% głosów (323 na 450 mandatów) zdobył rządzący Kongres Narodowy, drugie miejsce z wynikiem 22,3% głosów (99 mandatów) zajął dominujący na południu Ludowy Ruch Wyzwolenia Sudanu (SPLM), który zbojkotował wybory na północy. Partie opozycyjne z północy kraju zdobyły w sumie 4,2% głosów, a opozycja w Sudanie Południowym 0,7% głosów. Ogółem opozycja z północy i południa zdobyła 17 mandatów (Partia Umma, która zbojkotowała wybory zdobyła 1 mandat), 5 mandatów obsadzili kandydaci niezależni, a 6 mandatów zostało obsadzonych w późniejszym terminie. 
24 maja 2010 odbyło się inauguracyjne posiedzenie nowo wybranego Zgromadzenia Narodowego. W jego trakcie na stanowisko przewodniczącego izby został wybrany Ibrahim Ahmed al-Taher, członek Kongresu Narodowego i dotychczasowego przewodniczący parlamentu. Zapowiedział on, że głównym zadaniem nowego Zgromadzenia Narodowego będzie zakończenie procesu wcielania w życie porozumienia pokojowego z 2005, przygotowanie referendum w Sudanie Południowym i finalizacja wysiłków pokojowych w Darfurze. 
21 maja 2010 Salva Kiir Mayardit został uroczyście zaprzysiężony w Dżubie na stanowisku prezydenta Sudanu Południowego. W swoim przemówieniu, w odniesieniu do planowanego referendum niepodległościowego, stwierdził, że w ciągu ostatnich 5 lat "walka o jedność Sudanu została przegrana". Zobowiązał się do walki z korupcją i zwiększenia liczby kobiet na stanowiskach rządowych. 26 maja 2010 na stanowisku prezydenta Sudanu zaprzysiężony został na kolejną kadencję urzędujący prezydent Umar al-Baszir. W uroczystości złożenia przez niego przysięgi w parlamencie uczestniczyło 5 szefów państw (z Etiopii, Czadu, Malawi, Dżibuti i Mauretanii), pomimo faktu, iż elekt objęty był nakazem aresztowania wydanym przez Międzynarodowy Trybunał Karny. ONZ reprezentowali szefowie dwóch misji pokojowych działających w Sudanie. Al-Baszir w swoim przemówieniu raz jeszcze zobowiązał się do organizacji referendum w Sudanie Południowym w 2011, obiecał dbanie o rozwój kraju i rozwiązanie problemów w Darfurze. 15 czerwca 2010 prezydent powołał swój gabinet. W jego szeregi oprócz Kongresu Narodowego wszedł także Ludowy Ruch Wyzwolenia Sudanu, który objął w nim 9 resortów. Główny partie opozycyjne odrzuciły ofertę wejścia w skład rządu. Tylko odłam partii DUP (Democratic Unionist Party) przystąpił do rozmów i objął w gabinecie jedno stanowisko ministerialne. 

### Wyniki wyborów prezydenckich

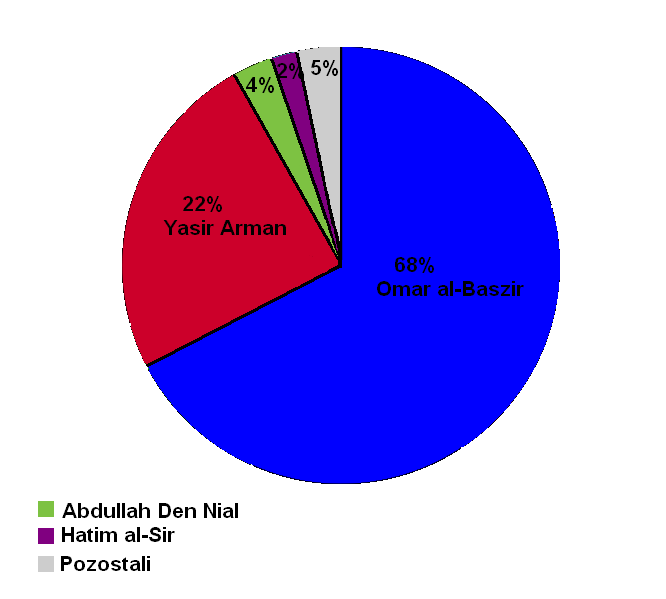
Wyniki wyborów prezydenckich

| Kandydat – Partia polityczna | Kandydat – Partia polityczna                                       | Liczba głosów | %      |
| ---------------------------- | ------------------------------------------------------------------ | ------------- | ------ |
|                              | Umar al-Baszir – Kongres Narodowy (NCP)                            | 6 901 694     | 68,24% |
|                              | Yasir Arman – Ludowy Ruch Wyzwolenia Sudanu (SPLM)                 | 2 193 826     | 21,69% |
|                              | Abdullah Den Nial – Powszechna Partia Kongresowa (PCP)             | 396 139       | 3,92%  |
|                              | Hatim al-Sir – Democratic Unionist Party (DUP)                     | 195 668       | 1,93%  |
|                              | Sadik al-Mahdi – Partia Umma                                       | 96 868        | 0,96%  |
|                              | Kamil Idriss – niezależny                                          | 77 132        | 0,76%  |
|                              | Mahmood Ahmed Jeha – niezależny                                    | 71 708        | 0,71%  |
|                              | Mubarak al-Fadil – Umma Reform and Renewal Party                   | 49 402        | 0,49%  |
|                              | Munir Sheik an-Din – Nowa Narodowa Partia Demokratyczna (NNDP)     | 40 277        | 0,40%  |
|                              | Abdel-Aziz Khalid – Sudanese National Alliance                     | 34 592        | 0,34%  |
|                              | Fatima Ahmed Abdelmahmud – Socjalistyczna Unia Demokratyczna (SSU) | 30 562        | 0,30%  |
|                              | Mohammed Ibrahim Nugud – Sudańska Partia Komunistyczna (SCP)       | 26 442        | 0,26%  |
| Razem                        | Razem                                                              | 10 114 310    | 100%   |
| Źródło: Sudan Tribune        |                                                                    |               |        |

### Wyniki wyborów na prezydenta Sudanu Południowego

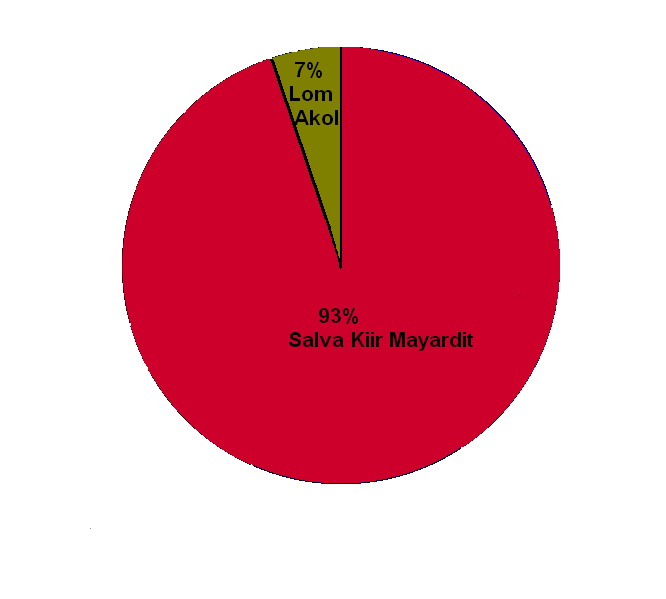
Wyniki wyborów na prezydenta Sudanu Południowego

| Kandydat – Partia polityczna | Kandydat – Partia polityczna                               | Liczba głosów | %      |
| ---------------------------- | ---------------------------------------------------------- | ------------- | ------ |
|                              | Salva Kiir Mayardit – Ludowy Ruch Wyzwolenia Sudanu (SPLM) | 2 616 613     | 92,99% |
|                              | Lom Akol – SPLM-Democratic Change                          | 197 217       | 7,01%  |
| Razem                        | Razem                                                      | 2 813 830     | 100%   |
| Źródło: Sudan Tribune        |                                                            |               |        |

### Wyniki wyborów parlamentarnych

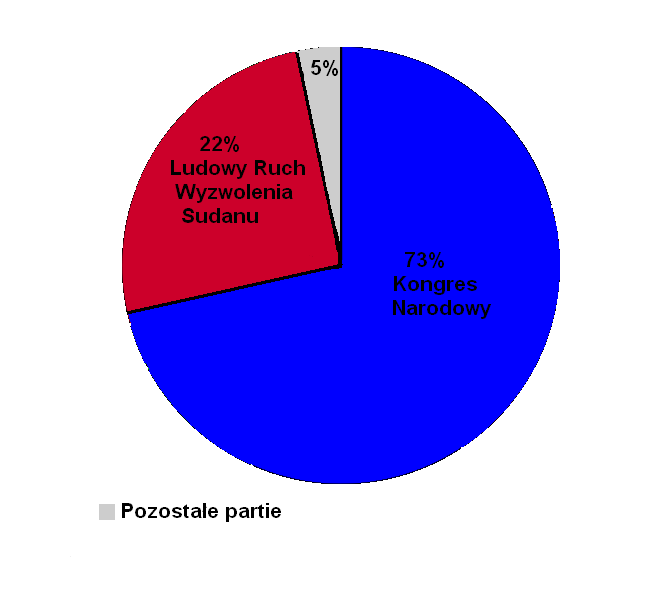
Wyniki wyborów parlamentarnych

| Partia polityczna     | Partia polityczna                    | Liczba mandatów                          | % głosów |
| --------------------- | ------------------------------------ | ---------------------------------------- | -------- |
|                       | Kongres Narodowy (NCP)               | 323                                      | 72,7%    |
|                       | Ludowy Ruch Wyzwolenia Sudanu (SPLM) | 99                                       | 22,3%    |
|                       | Democratic Unionist Party (DUP)      | 4                                        |          |
|                       | UF                                   | 4                                        |          |
|                       | Powszechna Partia Kongresowa (PCP)   | 3                                        |          |
|                       | Umma Reform and Renewal Party        | 2                                        |          |
|                       | SPLM-Democratic Change               | 2                                        |          |
|                       | Partia Umma                          | 1                                        |          |
|                       | MB                                   | 1                                        |          |
|                       | Kandydaci niezależni                 | 5                                        |          |
|                       | Razem                                | 450 (6 obsadzono w późniejszym terminie) | 100%     |
| Źródło: Sudan Tribune |                                      |                                          |          |